# Odenwald

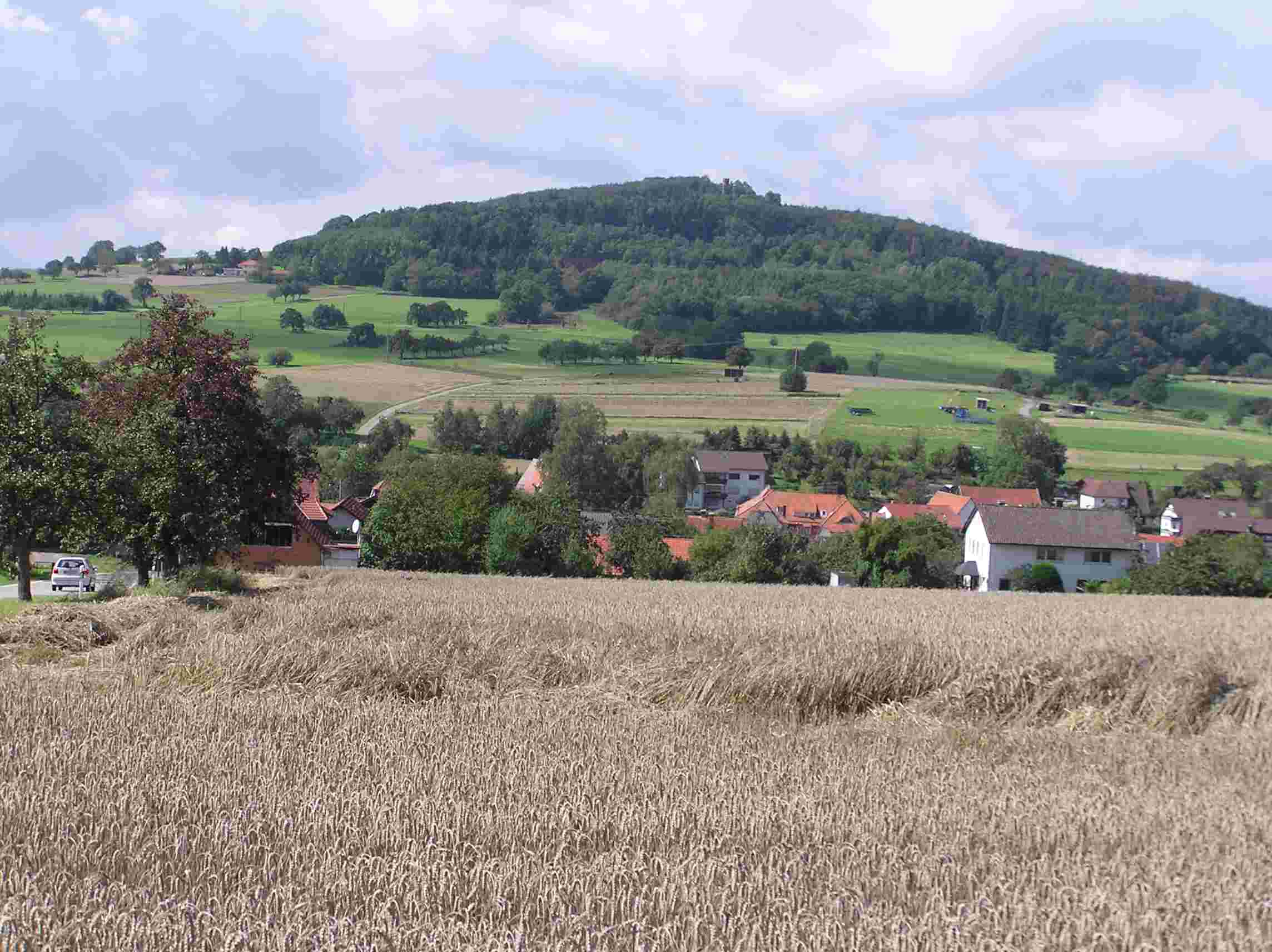
Katzenbuckel.

Odenwald är en omkring 75 kilometer lång och 30 till 50 kilometer bred bergstrakt i västra Tyskland, som sträcker sig mellan Maindalen, som begränsar den mot Spessart, och Neckar, som skiljer huvuddelen av densamma från Schwarzwald.
Det är en lägre bergmassa, som över en omkring 100 meter hög bas sällan stiger till mer än 500 meter höjd. Högsta toppen är Katzenbuckel (626 meter) nära Eberbach. Bland andra toppar märks Harberg (593 meter), Krehberg (576 meter), Melibokus (517 meter) och Felsberg (514 meter). Mot väst stupar berget tämligen brant ned mot Rhenslätten. I öst övergår det utan bestämd gräns till det omgivande landet. Berget är till större delen bevuxet med skog, dels lövskog, dels barrskog, omväxlande med ängar och öppna fält. Dess västra del består mest av kristalliniska skiffrar och eruptivsten (granit, syenit och porfyr). Den östra delen är av yngre sedimentära bildningar.